# Jaroslav Šimončič
Jaroslav Šimončič (1. října 1951 Chorvátsky Grob – 25. června 2010
) byl slovenský fotbalista, obránce. S červeným diplomem vystudoval strojnickou fakultu SVŠT Bratislava.

## Fotbalová kariéra
Hrál za Inter Bratislava a ZŤS Petržalka. Hrál na obránce velmi slušně, za celou kariéru nebyl nikdy vyloučen. Za Inter hrál ve slavné éře s Petrášem, Jurkemikem a Barmošem, odehrál 200 zápasů a vstřelil góly. V sezóně 1976-1977 hrál na vojně za Duklu Banská Bystrica.